# People Like Us (Aaron Tippin)
People Like Us è il settimo album in studio del cantautore statunitense Aaron Tippin, pubblicato il 25 luglio 2000 dalla Lyric Street Records.

## Tracce
1. Kiss This – 2:53 (Aaron Tippin, Thea Tippin, Philip Douglas)
2. And I Love You – 3:07 (Casey Beathard, Odie Blackmon)
3. People Like Us – 3:22 (David Lee Murphy, Kim Tribble)
4. Always Was – 4:01 (Tony Colton, Bobby Wood)
5. I'd Be Afraid of Losing You – 3:36 (Mark Collie, Leslie Satcher)
6. Lost – 3:15 (Steve Seskin, Craig Wiseman)
7. Big Boy Toys – 3:11 (Aaron Tippin, Buddy Brock)
8. Twenty-Nine and Holding – 3:42 (Aaron Tippin, Marcus Franklin Johnson)
9. Every Now and Then (I Wish Then Was Now) – 3:23 (Aaron Tippin, Michael P. Heeney)
10. The Night Shift – 3:06 (Aaron Tippin, Marcus Franklin Johnson)
11. The Best Love We Ever Made (con Thea Tippin) – 3:57 (Aaron Tippin, Thea Tippin)

## Classifiche
| Classifica (2000) | Posizione massima |
| ----------------- | ----------------- |
| Stati Uniti       | 53                |